# Спасо-Преображенська церква (Караваєві дачі)
Спа́со-Преображе́нська це́рква — православний храм, що існував у Києві, на Караваєвих дачах у 1920-х—1930-х роках. Розташовувався в районі сучасного Індустріального шляхопроводу.

## Історія
З 1903 року розпочалася забудова селища Караваєві дачі, і вже 1911 року це було досить велике селище з майже 5-тисячним населенням, що складалося переважно з працівників шулявських заводів та залізниці. Втім, у селищі не було власної церкви, мешканці Караваєвих дач були змушені ходити до церкви на Шулявці. Із зростанням населення постало питання про будівництво у селищі власного храму. Ділянку землі виділили у садибі № 143 по вул. Борщагівській, що належала Ользі Колчак (Караваєвій) — дочці професора Володимира Караваєва.
Перші служби проходили у тимчасовому тісному приміщенні, а 1920 року міська влада дозволила мешканцям Караваєвих дач перенести до себе з Сирця будівлю так званої Дивізійної церкви — табірну церкву знищених під час Громадянської війни Сирецьких літніх таборів, збудовану архітектором А.-Ф. Крауссом у псевдоросійському стилі. У 1921 році зареєстрували церковну парафію, яка дотримувалася традиційної «старослов'янської» орієнтації, того ж року почалося будівництво церкви на Караваєвих дачах, 1923 року храм освятили на честь Преображення Господня. Місцеві мешканці будували церкву власним коштом, тому через незаможність парафіян Преображенська церква виглядала дуже бідно, не мала ані бані, ані дзвіниці, деякі вікна були незасклені. Всередині церкви стояв невеликий іконостас із паперовими іконами.
Втім, вже 1925 року, коли більшовики почали закривати київські церкви та пристосовувати їхні приміщення під інші функції, НКВС вирішив закрити і Преображенську церкву на Караваєвих дачах. В історичних архівах зберіглася заява голови церковної парафії Макаренка до Наркомату внутрішніх справ, в якій він від імені парафії прохав не закривати храм, аргументуючи це тим, що церква була зведена коштом і силами бідняків. Завдяки цій заяві або іншим, невідомим обставинам, Преображенську церкву тоді не закрили.
Новий виток знищення церков у Києві почався у 1930-х роках. У 1931 році на Караваєвих дачах запланували будівництво комплексу геологорозвідувальних навчальних закладів — інституту, двох технікумів, гуртожитків та інших допоміжних служб, для якого виділили ділянку площею 24 га по Борщагівській вулиці. На одному з країв ділянки стояла Спасо-Преображенська церква, тому в травні 1931 року міськрада ухвалила закриття церкви із наступним її знесенням, що й здійснили у наступні роки (ймовірно, не пізніше 1941 року, коли приблизно на тому місці почали будівництво школи).